# September 2018
Dit artikel geeft een chronologisch overzicht van de belangrijkste gebeurtenissen per dag in de maand september van het jaar 2018.

## Gebeurtenissen

### 1 september
- Vlucht Utair 579 crasht tijdens het landen in de Russische badplaats Sotsji. 18 personen raken hierbij gewond. [1]
- Een verbod op de verkoop van halogeenlampen binnen de Europese Unie wordt van kracht.[2]

### 2 september
- In Rio de Janeiro brandt het Nationaal Museum van Brazilië uit. Een groot deel van de natuurhistorische en archeologische collectie gaat verloren.[3]Wikinieuws

### 6 september
- De eerste wedstrijden in de nieuwe Europese voetbalcompetitie, de UEFA Nations League, vinden plaats. Deze competitie vervangt de vriendschappelijke wedstrijden.

### 10 september
- Het Nederlandse tv-programma Nieuwsuur brengt in samenwerking met het dagblad Trouw naar buiten dat de Nederlandse staat drie jaar lang steun heeft verleend aan Syrische gewapende oppositiegroepen, waaronder de jihadistische groepering Jabhat al-Shamiya. Wikinieuws

### 12 september
- Het Europees Parlement keurt het rapport van Judith Sargentini omtrent de Hongaarse rechtstaat goed en roept op om een Artikel 7-procedure in gang te zetten. Wikinieuws

### 14 september
- De tropische cycloon Mangkhut bereikt de Filipijnen ter hoogte van Baggao op het eiland Luzon. Later op de dag komt de tyfoon aan op het vasteland in China, nabij Hongkong. Wikinieuws
- Orkaan Florence bereikt de Amerikaanse oostkust en gaat aan land in de staat North Carolina. Wikinieuws

### 15 september
- NASA lanceert vanuit Vandenberg Air Force Base in Californië de satelliet ICESat-2 om de ijsdiktes te meten op het Noord- en Zuidpoolgebied en van gletsjers.

### 17 september
- Turkije en Rusland komen tijdens een overleg in Sotsji overeen tot het instellen van een gedemilitariseerde zone van 15 tot 20 kilometer, die de grens volgt van het rebellengebied in Idlib (Syrië).

### 18 september
- Een Russische militaire Iljoesjin Il-20 met aan boord 15 mensen wordt neergehaald voor de Syrische kust.

### 20 september
- Bij een spoorwegovergang in Oss komen vier kinderen om het leven als een Stint in botsing komt met een sprinter van NS. De  bestuurster van de Stint raakt zwaargewond.[4] (Lees verder)
- Op het Victoriameer in Tanzania vallen meer dan honderd doden als een veerboot kapseist en zinkt.

### 22 september
- Het Vaticaan erkent uiteindelijk zeven bisschoppen die door de Chinese overheid waren aangesteld namens de Chinese Katholieke Patriottische Vereniging.[5]

### 30 september
- Een adviserend referendum in Macedonië over de naamswijziging naar Noord-Macedonië blijkt ongeldig wegens een te lage opkomst. Zij die wel op kwamen dagen waren in meerderheid voor de naamswijziging.[6]

## Overleden
← · januari · februari · maart · april · mei · juni · juli · augustus · september · oktober · november · december ·  →